# 格奧爾格·馮·弗倫茲貝格
格奧爾格·馮·弗倫茲貝格（1473年9月24日—1528年8月20日）是一位神聖羅馬帝國的德意志軍人，國土傭僕的著名指揮官，於哈布斯堡家族的馬克西米利安一世與查理五世兩任皇帝麾下服務，以其精湛的步兵戰術在義大利戰爭中建立聲望。

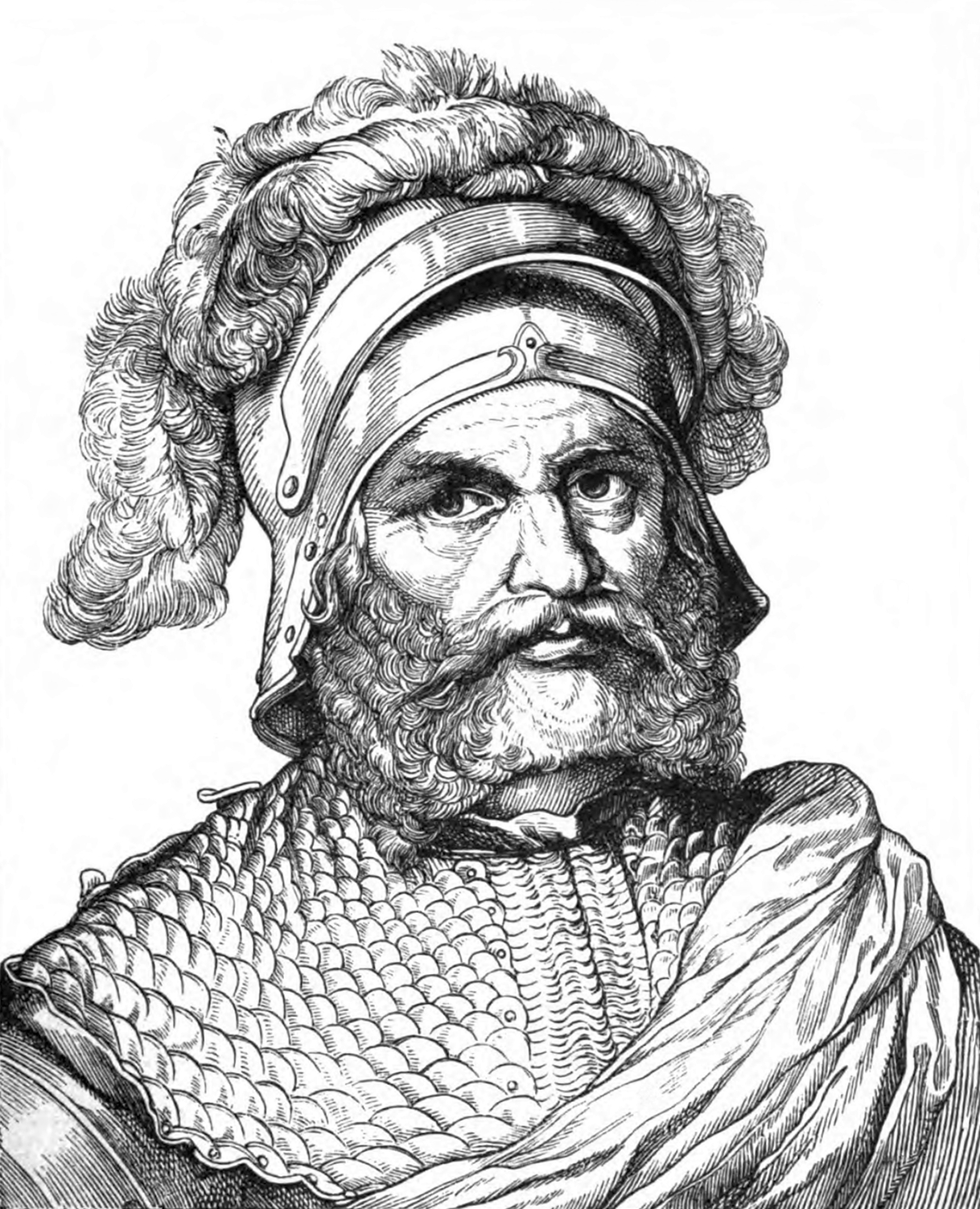
格奧爾格·馮·弗倫茲貝格

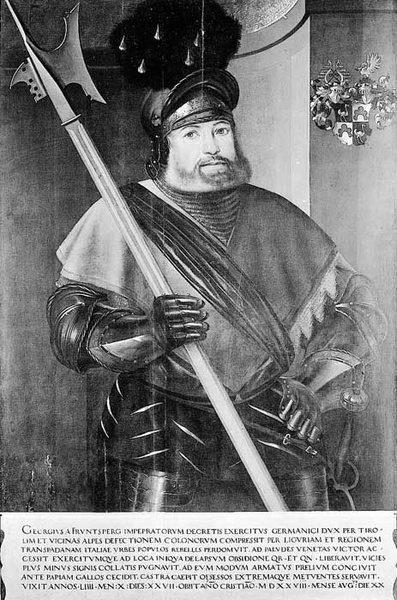
克里斯多夫·安貝格爾（1505−1562）所繪的弗倫茲貝格肖像。

## 生平
格奧爾格·馮·弗倫茲貝格出生於符騰堡地區的明德爾海姆，父親烏爾里希（Ulrich von Frundsberg）是隸屬於士瓦本同盟的一位軍官，母親名為芭芭拉·馮·雷赫貝格（Barbara von Rechberg），其家族為來自蒂羅爾地方的騎士家庭，當時居住在上士瓦本。
1492年，格奧爾格隨父投入了布蘭登堡-安斯巴赫藩侯，霍亨索倫家族的腓特烈二世部下，支援他對巴伐利亞公爵阿爾布雷希特四世執行帝國禁令；但並未爆發大規模戰鬥，阿爾布雷希特四世便告屈服。1499年，弗倫茲貝格投效哈布斯堡家族，隨馬克西米利安一世在士瓦本戰爭中對抗瑞士邦聯，隨後又被派到北義大利，支援被法軍圍攻的米蘭公爵盧多維科·斯福爾扎。他在這場戰爭中意識到傳統的重裝甲騎士已然落伍，在調任蒂羅爾的指揮官後，弗倫茲貝格按照瑞士軍隊的編制，組織了一支長矛方陣步兵部隊。
1504年，哈布斯堡家族干預了蘭茨胡特繼承戰爭，對抗普法爾茨選侯菲利浦與弗萊辛主教魯普雷希特父子，弗蘭茲貝格負責指揮一支國土傭僕團。在決定性的文岑巴赫戰役中，他率領了由火槍手與蛇砲組成的突擊隊，突破了波希米亞傭兵率領三百餘輛馬車組成的車陣，以此戰功獲得皇帝親授騎士頭銜。
弗倫茲貝格主張應該建立一支精銳的步兵部隊，在馬克西米利安同意下，他將國土傭僕重新整訓，後又被派往尼德蘭擔任當地國土傭僕的指揮官。在康布雷同盟戰爭中，弗倫茲貝格於1509年被任命為國土傭僕的「最高野戰指揮官」（Highest Field Captain），對抗法國與威尼斯的聯軍，並在保衛維羅納之戰、重奪布雷西亞之戰中贏取不少聲望。1513年，弗倫茲貝格率領國土傭僕，協同西班牙將領佩斯卡拉侯爵費爾南多·德·阿瓦洛斯參加拉摩塔戰役，擊潰了數量遠高於己方的威尼斯軍，弗倫茲貝格的座右銘「更多敵人、更多榮譽」（德語：Viel Feind, viel Ehr）正是呼應了這場戰鬥的結果。
康布雷同盟戰爭落幕後，弗倫茲貝格回到士瓦本，指揮了士瓦本聯盟的步兵團驅逐符騰堡公爵烏爾里希四世。在1521年的沃爾姆斯帝國議會中，弗倫茲貝格層出言支持馬丁路德，儘管帝國議會最終作出了不利於他的裁決。弗倫茲貝格雖然對馬丁路德有好感，但並未影響他對帝國的忠誠，儘管他也曾在對抗教宗國的戰爭中喊出「要用一條黃金絞索吊死教宗」的言論激勵士氣。
當義大利戰爭於1521年再度爆發時，弗倫茲貝格率領的帝國軍攻入皮卡第，但法國國王法蘭索瓦一世帶領著四萬大軍出現時，查理五世選擇了撤退，弗倫茲貝格也認為在瓦朗謝訥的及時撤退是戰爭中最好運且適當的選擇。弗倫茲貝格在1522年辭去國土傭僕指揮官的職務並離開法國前線，隨後又重返義大利戰場，率領一支六千人的部隊穿越阿爾卑斯山，與帝國軍在畢科卡戰役中以少擊多，重創了進攻的法軍；這場戰役不但使得槍刺與射擊、輪換射擊等戰術獲得發揚，也使名譟一時的瑞士傭兵自此沒落，熱那亞共和國與米蘭公國等倫巴底諸侯重新倒向帝國一方，使法國在北義大利的局勢大為惡化。
1525年，弗倫茲貝格在家鄉明德爾海姆被任命為全德意志的最高野戰指揮官，可以指揮一支12,000人組成的大軍。而他隨後緊急折返義大利，以增援遭到法軍包圍的帕維亞。弗蘭茲貝格在帕維亞戰役打出了名留青史的一戰，法軍遭到了毀滅性的失敗，主帥國王法蘭索瓦一世也成了俘虜。儘管帕維亞戰役重挫了法國，但哈布斯堡勢力的擴張也使各國感到不安，獲釋的法蘭索瓦一世拒絕履行《馬德里條約》，教宗克萊孟七世也為其背書，就連英格蘭、威尼斯甚至米蘭都站在反對哈布斯堡一方，因而爆發了干邑同盟戰爭。
弗倫茲貝格獲得一筆36,000德意志塔勒的資金在倫巴底整編軍隊，加上他出售了自己的資產與妻子的珠寶，以及為數不少的借款，使他在三個星期內招募到一支12,000人的大軍，並冒著11月的冬季翻越阿爾卑斯山，在皮亞琴察與波旁公爵會師後直取羅馬。然而，這支緊急湊成的大軍仍因糧餉不足而在1527年3月13日譁變，變兵挾持了波旁公爵，打算攻入羅馬城劫掠，當波旁公爵在城下中彈陣亡時，士兵更是徹底失控，將羅馬城洗劫一空。無力阻止憾事的弗倫茲貝格也在這段時間中風，輾轉被送回家鄉休養，他的一個兒子則在混亂中喪命。弗倫茲貝格於1528年8月20日在自宅中病逝。

## 遺緒
弗倫茲貝格本人被認為是一位優秀能幹，且富有騎士精神的軍人，對哈布斯堡家族忠心耿耿。他的兒子卡斯帕（Caspar, 1500−1536）與孫子格奧爾格（Georg, ?−1586）亦有先祖之風，但格奧爾格並沒有留下子嗣，其家族的歷史也隨之告終。
1841年，由馬克斯·馮·魏德恩曼所鑄的弗倫茲貝格胸像在瓦爾哈拉神殿樹立。奧地利皇帝法蘭茲·約瑟夫一世於1866年在維也納軍事史博物館的統帥堂中也建立了弗倫茲貝格的雕像，1873年時也有一艘奧匈帝國護衛艦弗倫茲貝格號（SMS Frundsberg）以其命名。二次大戰期間，納粹德國武裝親衛隊於1943年10月編成的親衛隊第10「弗倫茲貝格」裝甲師也是以弗倫茲貝格為名。